# Uniunea Internațională de Chimie Pură și Aplicată
Uniunea Internațională de Chimie Pură și Aplicată (în engleză International Union of Pure and Applied Chemistry, prescurtat IUPAC) este o organizație neguvernamentală, fondată în anul 1919. Este forumul cel mai înalt recunoscut la nivel internațional ca unica autoritate ce elaborează standarde pentru nomenclatura substanțelor anorganice și organice.

## Activitate
IUPAC elaborează standarde internaționale pentru denumirea diferitelor substanțe: cazul aluminiului denumit în Marea Britanie "aluminium", iar în S.U.A. "aluminum" sau a sulfului (Marea Britanie "sulphur" , S.U.A. "sulfur")
Cercetările IUPAC sunt editate sub forma unor nomenclatoare:
- Cartea Roșie (engleză Red Book), care cuprinde sistemul de clasificare a substanțelor anorganice,
- Cartea Albastră (engleză Blue Book), care cuprinde sistemul de clasificare a substanțelor organice,
- Cartea Verde (engleză Green Book), care definește standardele pentru chimie și face recomandări pentru utilizarea simbolurilor și a cantităților, fiind rodul colaborării cu IUPAP (Uniunea Internațională de Fizică Pură și Aplicată),
- Cartea de Aur (engleză Gold Book), care cuprinde principalele denumiri a unor termeni tehnici utilizați în chimie.